# 海蓝德海特 (肯塔基州)
海蓝德海特（英語：Highland Heights），是美国肯塔基州的一座城市。建立于1867年，面积约为6.7平方公里（2.6平方英里）。根据2010年美国人口普查，该市的人口为6,923人。